# Thomas Kraus
Thomas Kraus (* 5. April 1987 in Bamberg) ist ein ehemaliger deutscher Fußballspieler.

## Karriere
2006 wechselte er vom 1. FC Sand zu Hertha BSC II. Zwischen 2006 und 2010 spielte er für die Zweitvertretungen von Hertha BSC und dem 1. FC Köln. 2010 wechselte Kraus zu Eintracht Trier. Er erreichte mit Trier nach einem Sieg über den FC St. Pauli die 2. Hauptrunde im DFB-Pokal 2011/12. Zur Saison 2012/13 wechselte er zu Fortuna Köln. In seiner ersten Saison gewann er mit der Fortuna den Mittelrheinpokal, ein Jahr später folgte mit dem Team als Meister der Regionalliga West der Aufstieg in die 3. Liga, woran er unter anderem mit 13 Saisontreffern beteiligt war. Zur Saison 2015/16 wechselte Kraus zum Meister der Regionalliga West Borussia Mönchengladbach II. Bei den Gladbachern traf er in 171 Spielen in der Regionalliga West 46 Mal. Zu Beginn der Saison 2021/22 wechselte er erneut zur Zweitvertretung des 1. FC Köln. Thomas Kraus beendete seine Karriere in der U 21 des 1. FC Köln nach Ende der laufenden Saison 2023. Kraus folgte in der Regionalliga-Saison 2023/24 als Co-Trainer bei SC Fortuna Köln Zlatko Muhović nach, dessen Vertrag im beiderseitigen Einvernehmen aufgelöst wurde. Am 21. November 2023 wechselte Kraus als Co-Trainer zum Traditionsklub SK Rapid Wien. Am 24. April 2025 wurde er als Co-Trainer beurlaubt.

## Erfolge
- Mittelrheinpokal-Sieger: 2013
- Rheinlandpokal-Sieger: 2011
- DFB-Pokal-2. Runde: 2011/12
- Aufstieg in die 3. Liga: 2013/14